# The Swan Princess: Escape from Castle Mountain
The Swan Princess: Escape from Castle Mountain (bra: A Princesa Encantada 2: O Segredo do Castelo) é um filme de animação estadunidense de 1997, dos gêneros comédia, infantil e fantasia, dirigido por Richard Rich.
É a primeira sequência de The Swan Princess (1994).

## Vozes
- Angélica como Odette
- Douglas Sills como Derek
- Jake Williamson como Clavius
- Christy Landers como Rainha Uberta
- Donald Sage MacKay como Jean-Bob
- Doug Stone como Veloz
- Steve Vinovich como Puffin
- Joseph Medrano como Lord Rogers
- Joey Camen como Knuckles
- Owen Miller como Bromley
- Rosie Mann como Bridget

## Trilha Sonora
1. A Magia do Amor (The Magic of Love)
2. Tudo Se Faz Pelo Amigo (That's What You Do for a Friend)
3. Você Tem Que Amar (You Gotta Love It)
4. Além da Eternidade - Créditos (Far Longer Than Forever - End Credits)
5. Não Tema - rap (No Fear - rap)